# Kamel Madoun
Kamel Madoun, né v. 1960 et mort le 27 novembre 2020, est un handballeur algérien.
Après sa carrière de joueur au sein du club de NA Hussein Dey et en équipe nationale algérienne, il devient entraîneur, dirigeant plusieurs clubs en Algérie ou à l'étranger.

## Biographie
L’ex-international et entraîneur algérien de handball, Kamel Madoun, meurt le 27 novembre 2020 à la suite d’une longue maladie, a indiqué la Fédération algérienne de la discipline.
« C’est avec une grande tristesse que nous avons appris le décès de l’entraîneur Kamel Madoun. Le président de la FAHB et les membres du bureau exécutif de l’instance fédérale présentent leurs condoléances à la famille du défunt », écrit la FAHB sur sa page Facebook. Considéré comme un des meilleurs techniciens algériens de la petite balle, Madoun a dirigé plusieurs clubs nationaux, dont le NA Hussein-Dey, son club de cœur. Madoun connaît plusieurs expériences à l’étranger, notamment, en Tunisie et dans les pays du Golfe (Koweït, Arabie Saoudite, Oman). En 2019, le technicien algérien est sacré champion d’Oman avec le club d’Oman El omani.

## Palmarès

### En équipe nationale
Championnat d'Afrique junior
- Troisième du Championnat d'Afrique  junior : 1980

### En tant qu'entraîneur
- Finaliste de la Coupe d'Algérie : 2008 (avec CRB Baraki) [4]
- Vainqueur du Championnat d'Oman : 2009 (avec Mascate Club)
- Vainqueur du Championnat d'Arabie saoudite : 2010 (avec Nadi Madhar)
- Vainqueur du Championnat d'élite d'Arabie saoudite: 2010 (avec Nadi Madhar)
- Finaliste de la Ligue des champions d'Asie : 2010  (avec Nadi Madhar)
- Finaliste du Championnat arabe des clubs champions : 2013 (avec Nadi Madhar)
- Vainqueur du Championnat d'Oman : 2019 (avec Oman Club)
- Finaliste de la Coupe d'Oman : 2019 (avec Oman Club)
- Finaliste de la Supercoupe d'Oman : 2018 (avec Oman Club)